# 小比爾卡
49°48′40″N 25°58′11″E / 49.81111°N 25.96972°E
小比爾卡（烏克蘭語：Мала Білка），是烏克蘭的村落，位於該國西部捷爾諾波爾州，由克列梅涅茨區負責管轄，始建於1430年，面積0.81平方公里，2001年人口169，人口密度每平方公里208.4人。